# Dynamo Kazan
Dynamo Kazan (Динамо-Казань) bildades 1958, och är en rysk bandyklubb som spelar i Ryska ligan. Fram till 2008 hette klubben Raketa Kazan.

## 2012/2013
Dynamo Kazans trupp säsongen 2012/2013:
- Tränare: Andrej Stuk,  Ryssland

| Pos. | Nr | Spelare            | Nationalitet       |
| ---- | -- | ------------------ | ------------------ |
| MV   | 1  | Alexandr Kosyntjuk | Ryssland Kazakstan |
| MV   | 69 | Oleg Tichonov      | Ryssland           |
| MV   | 85 | Alexandr Temnikov  | Ryssland           |
| F    | 4  | Alexej Sjtjeglov   | Ryssland           |
| F    | 5  | Pavel Frants       | Ryssland           |
| F    | 28 | Daniel Lehnbom     | Sverige            |
| F    | 29 | Michail Zjdanov    | Ryssland           |
| MF   | 7  | Maxim Zubarev      | Ryssland           |
| MF   | 8  | Maxim Tjermnych    | Ryssland           |
| MF   | 16 | Michail Ugarov     | Ryssland           |
| MF   | 17 | Artiom Platonov    | Ryssland           |
| MF   | 18 | Sergej Sjaburov    | Ryssland           |
| MF   | 23 | Alex Busjujev      | Ryssland           |
| MF   | 27 | Andrej Makunenkov  | Ryssland           |
| MF   | 50 | Dmitrij Loginov    | Ryssland           |
| MF   | 55 | Azat Achatov       | Ryssland           |
| MF   | 71 | Jurij Radjusjin    | Ryssland           |
| FW   | 10 | Maxim Pachomov     | Ryssland           |
| FW   | 14 | Denis Artiusjin    | Ryssland           |
| FW   | 77 | Sami Laakkonen     | Finland            |
| FW   | 78 | Michail Krasikov   | Ryssland           |

## Meriter
Nationellt:
- Ryska ligan:
  - : 2010–11;
- Ryska cupen:
  - : 2009

Internationellt:
- FIB Champions Cup:
  - : 2009;
- World Cup:
  - : 2010;

Säsongen 2010/2011 vann man Ryska ligan för första gången.

### Fotnoter
1. ↑  ”Arkiverade kopian”. Arkiverad från originalet den 5 mars 2014. https://web.archive.org/web/20140305043421/http://www.kzn.tv/news/?pid=5423. Läst 11 oktober 2012.